# Philipp S. Fischinger
Philipp Sergius Fischinger (* 24. Oktober 1979 in Ellwangen) ist ein deutscher Rechtswissenschaftler und Hochschullehrer an der Universität Mannheim.

## Leben
Nach dem Abitur 1999 am Peutinger-Gymnasium Ellwangen und dem Zivildienst studierte Fischinger ab 2000 Rechtswissenschaften an der Universität Regensburg. Dort legte er 2005 als Landesbester in Bayern sein Erstes Juristisches Staatsexamen ab. 2005 trat er eine Stelle als wissenschaftlicher Mitarbeiter von Reinhard Richardi in Regensburg an und promovierte 2006 unter dessen Betreuung mit einer arbeitsrechtlichen Arbeit zum Dr. iur. Dem schloss Fischinger sein Referendariat am Landgericht Regensburg an, das er 2008 wiederum als Landesbester in Bayern mit dem Zweiten Staatsexamen beendete. Im Anschluss daran erwarb er 2009 im Rahmen eines Forschungsaufenthaltes den Titel Master of Laws (LL.M.) an der Harvard Law School und blieb dort bis 2010 als visiting researcher. Nach seiner Rückkehr nach Deutschland nahm Fischinger eine Stellung als Akademischer Rat auf Zeit an der Universität Regensburg auf und habilitierte sich 2014 unter Betreuung von Martin Löhnig. Damit wurde Fischinger die Venia legendi für die Fächer Bürgerliches Recht, Arbeits- und Sozialrecht, Insolvenzrecht verliehen.
Nach einer Lehrstuhlvertretung an der Universität Mannheim ist er dort seit Oktober 2014 ordentlicher Professor auf dem Lehrstuhl für Bürgerliches Recht, Arbeitsrecht, Sportrecht sowie Handelsrecht. 2017 lehnte er einen Ruf auf eine W-3 Professur an der Universität Gießen ab. Fischinger ist mit der Juristin Berina Fischinger-Corbo verheiratet, die ebenfalls an der Universität Mannheim tätig ist.

## Werke (Auswahl)
Fischingers Forschungsschwerpunkte liegen im Arbeitsrecht sowie Sportrecht. Daneben widmet er sich dem Handelsrecht, dem Familienrecht, dem Erbrecht und dem Sozialrecht. Von Fischinger liegen zahlreiche Monographien, Kommentierungen und Lehrbücher vor. Auswahl:
- Arbeitskämpfe bei Standortverlagerung und -schließung. Duncker & Humblot, Berlin 2006, ISBN 978-3-428-12313-1 (Dissertation).
- Kürzungsregelungen bei Haftungshöchstsummen. Mohr Siebeck, Tübingen 2012, ISBN 978-3-16-151713-6.
- Die Beschränkung der Erbenhaftung in der Insolvenz. Mohr Siebeck, Tübingen 2013, ISBN 978-3-16-152391-5.
- Haftungsbeschränkung im Bürgerlichen Recht. Mohr Siebeck, Tübingen 2015, ISBN 978-3-16-153539-0 (Habilitationsschrift).
- §§ 611a–613, 615, 619 BGB, in: Staudinger, Kommentar zum BGB, ISBN 978-3-8059-1197-9.
- §§ 134, 138 BGB, in: Staudinger, Kommentar zum BGB, ISBN 978-3-8059-1227-3 (§ 134 BGB zusammen mit Silas Hengstberger).
- §§ 1297–1302, 1629a BGB, in: Soergel, Kommentar zum BGB, ISBN 978-3-17-015808-5.
- Handelsrecht. 2. Auflage. C.F. Müller, Heidelberg 2019, ISBN 978-3-8114-9419-0.
- Arbeitsrecht. 2. Auflage. C.F. Müller, Heidelberg 2018, ISBN 978-3-8114-4633-5.
- Erbrecht. 4. Auflage. Vahlen, München 2022, ISBN 978-3-8006-6810-6 (zusammen mit Martin Löhnig).
- Arbeitsrecht. 3. Auflage. C.F. Müller, Heidelberg 2024, ISBN 978-3-8114-6220-5.

Im Sportrecht liegen von Fischinger zahlreiche wissenschaftliche Veröffentlichungen sowie Beiträge in der Fachpresse vor. Er ist Mitherausgeber der Zeitschrift für Sport und Recht (SpuRt). Auswahl:
- "Das Arbeitsrecht des Profisports", Verlag C. H. Beck, München 2021, ISBN 978-3-406-72557-9 (zusammen mit Heiko Reiter)
- "COVID-19 und Sport", Verlag C. H. Beck, München 2021, ISBN 978-3-406-77015-9 (zusammen mit Jan F. Orth)
- „Rechtsfragen des Probetrainings von Mannschaftssportlern“, SpuRt 2022, 286
- „Der ‚Rücktritt‘ des Trainers“, SpuRt 2022, 220
- „Schlusspfiff 23:00 Uhr: Das Jugendarbeitsschutzgesetz und der Profisport (oder: ‚Julian Draxler 2.0‘)“, SpuRt 2022, 158
- „Arbeits- bzw. verbandsrechtliche Impfplicht gegen COVID-19 für Profisportler?“, SpoPrax 2021, 384
- „Arbeitsrechtliche Konsequenzen einer Haftstrafe für Profisportler“, SpoPrax 2022, 14
- "Vorzeitiges Arbeitsvertragsende bei (pandemiebedingtem) Saisonabbruch?", CaS 2020, 438 (zusammen mit Kai Golücke)
- "Gehaltsobergrenzen für Profifußballspieler?", SpoPrax 2021, 6 und 56 (zusammen mit Friedemann Kainer)
- "Die Auswirkungen der Coronakrise auf Arbeitsverhältnisse im Profisport", SpuRt 2020, 112 und 158
- "Fussball-Clubinsolvenz unter 'Corona'-Einfluss", CaS 2020, 168 (zusammen mit Sven Knauer)
- "Sanktionierung von Verstößen gegen Corona-Vorschriften im Profisport", NZA 2021, 392 (zusammen mit Silas Hengstberger)
- "Verlängerungsklauseln in Arbeitsverträgen des professionellen Mannschaftssports", in: Festschrift für Wilhelm Moll, Verlag C. H. Beck, München 2019, S. 117 ff., ISBN 978-3-406-74461-7
- „Befristung von Arbeitsverträgen in der Fußball-Bundesliga“, in: Württembergischer Fußballverband (Hrsg.): 40 Jahre wfvSportrechtsseminare: Nationales und internationales Sportrecht im Überblick, 2016, S. 61 ff., ISBN 978-3-8487-3582-2
- „Befristung der Arbeitsverträge von Sportdirektoren?“, NZA 2020, 218
- "Verträge enden nicht mit dem 30. Juni, wenn...", Interview mit Kicker[4]
- "Im Fall Rashica gilt die Ausstiegsklausel länge", Interview mit Kicker[5]
- "Spielerverträge verlängern sich automatisch", in: FAZ vom 4. April 2020, S. 35[6]
- „Streitfall Augustin“ – Kurzstellungnahme, in: Kicker vom 20. Juli 2020, S. 24[7]
- „Der Fall Szalai wirft viele juristische Fragen auf“, in: Kicker-Online vom 25. September 2020[8]
- "Extreme Unsicherheit", Stellungnahme zu Gehaltsobergrenzen im Profifußball, in: Kicker, vom 26. April 2021, S. 87 (zusammen mit Friedemann Kainer)
- „Die Hürden für eine fristlose Kündigung sind hoch“, Interview zum Fall Kevin Großkreutz gegen KFC Uerdingen mit Rheinischer Post vom 10. Oktober 2020, S. C6